# George Gently – Der Unbestechliche
George Gently – Der Unbestechliche (Originaltitel: Inspector George Gently oder George Gently beim Pilotfilm und der ersten Staffel) ist eine britische Fernsehkrimiserie nach den Romanen von Alan Hunter. Die Rolle des Inspectors wird von Martin Shaw gespielt und der Detective Sergeant John Bacchus von Lee Ingleby. Die Serie spielt in den 1960er Jahren. Der Schauplatz der Filme liegt in Northumberland und County Durham (äußerste Nordostküste Englands an der Grenze zu Schottland) gegenüber Norfolk (Ostküste) in den Büchern. Hunter schrieb von 1955 bis 1999 insgesamt 46 George-Gently-Romane, die für die TV-Version stark adaptiert wurden.
Im Januar 2017 begannen die Dreharbeiten für die achte Staffel der Serie. Die Staffel schloss die 25-teilige Serie ab. Am 30. Oktober 2017 sendete BBC One die letzte Episode „Gently and the New Age“.

## Handlung
Inspector George Gently agiert in London im Jahr 1964 und ist einer der wenigen guten Männer des Scotland Yard. Große Teile der Polizeitruppe werden zunehmend von Korruption zerfressen und zeigen wenig Verantwortungsbewusstsein. George Gently macht hingegen unerbittliche Jagd auf die Gangster, zu denen auch Joe Webster zählt, der nicht davor Halt macht, Gently persönlich zu schaden. So wird seine Frau Isabella auf offener Straße von einem Auto vor seinen Augen überfahren und stirbt. Er will daraufhin seinen Polizeidienst quittieren, wird jedoch durch einen Mordfall an einem jungen Motorradfahrer aufgerüttelt. In der Folge begibt er sich in den äußersten Norden Englands, um seinen letzten Fall zu lösen und Webster hinter Gitter zu bringen. An der Nordostküste angekommen, trifft er auf den jungen und ambitionierten Sergeant Bacchus, mit dem er zusammen den komplexen Fall lösen will.

## Ausstrahlung
Der Pilotfilm und die beiden ersten Folgen der Serie wurden 2009 in Deutschland vom ZDF ausgestrahlt. Ab dem 8. Mai 2011 waren insgesamt sechs weitere Folgen der Staffeln zwei und drei jeweils sonntags im ZDF zu sehen. Anfang September 2011 wurden die beiden Folgen der vierten Staffel von BBC One ausgestrahlt, September 2012 folgten die vier Folgen der fünften Staffel. Im Februar 2014 wurde die sechste Staffel der Serie ausgestrahlt. Die siebte Staffel folgte im Jahr darauf.

## Episoden

### Pilotfilm (2007)
| #  | Deutscher Titel | Originaltitel | Regisseur | Autor          | Erstausstrahlung D/UK | Erstausstrahlung D/UK | Buchvorlage         |
| -- | --------------- | ------------- | --------- | -------------- | --------------------- | --------------------- | ------------------- |
| 01 | Kalte Rache     | Gently Go Man | Euros Lyn | Peter Flannery | 14. Juni 2009         | 8. Apr. 2007          | Gently Go Man, 1961 |

### Staffel 1 (2008)
| #  | Deutscher Titel      | Originaltitel   | Regisseur       | Autor          | Erstausstrahlung D/UK | Erstausstrahlung D/UK | Buchvorlage                     |
| -- | -------------------- | --------------- | --------------- | -------------- | --------------------- | --------------------- | ------------------------------- |
| 02 | Der Verbrannte       | The Burning Man | Ciaran Donnelly | Mick Ford      | 21. Juni 2009         | 13. Juli 2008         | Gently Where the Roads Go, 1962 |
| 03 | Die Schuld der Väter | Bomber’s Moon   | Ciaran Donnelly | Peter Flannery | 28. Juni 2009         | 20. Juli 2008         | Bomber’s Moon, 1994             |

### Staffel 2 (2009)
Für die Ausstrahlung auf BBC One im Mai 2009 haben Peter Flannery und Mick Ford vier weitere Episoden geschrieben. Unter den Gaststars sind Sharon Maughan, Jill Halfpenny, Mark Williams, Paul Copley, Mary Jo Randle, Tracey Wilkinson, Andrew Lee Potts und Brendan Coyle.
| #  | Deutscher Titel  | Originaltitel             | Regisseur       | Autor          | Erstausstrahlung D/UK | Erstausstrahlung D/UK | Buchvorlage                     |
| -- | ---------------- | ------------------------- | --------------- | -------------- | --------------------- | --------------------- | ------------------------------- |
| 04 | Vergeltung       | Gently with the Innocents | Ciaran Donnelly | Mick Ford      | 8. Mai 2011           | 3. Mai 2009           | Gently with the Innocents, 1970 |
| 05 | Tödliche Mission | Gently in the Night       | Daniel O’Hara   | Peter Flannery | 15. Mai 2011          | 10. Mai 2009          |                                 |
| 06 | Böses Blut       | Gently in the Blood       | Ciaran Donnelly | Peter Flannery | 22. Mai 2011          | 17. Mai 2009          |                                 |
| 07 | Giftige Lügen    | Gently Through the Mill   | Ciaran Donnelly | Mick Ford      | 29. Mai 2011          | 24. Mai 2009          | Gently Through the Mill, 1958   |

### Staffel 3 (2010)
| #  | Deutscher Titel    | Originaltitel  | Regisseur     | Autor          | Erstausstrahlung D/UK | Erstausstrahlung D/UK |
| -- | ------------------ | -------------- | ------------- | -------------- | --------------------- | --------------------- |
| 08 | Die Saat des Bösen | Gently Evil    | Daniel O’Hara | Peter Flannery | 5. Juni 2011          | 26. Sep. 2010         |
| 09 | Liebe und Verrat   | Peace and Love | Daniel O’Hara | Jimmy Gardner  | 12. Juni 2011         | 3. Okt. 2010          |

### Staffel 4 (2011)
| #  | Deutscher Titel     | Originaltitel      | Regisseur         | Autor                               | Erstausstrahlung D/UK | Erstausstrahlung D/UK |
| -- | ------------------- | ------------------ | ----------------- | ----------------------------------- | --------------------- | --------------------- |
| 10 | Tödliches Verlangen | Gently Upside Down | Nicholas Renton   | Peter Flannery und Stewart Harcourt | 10. Aug. 2014         | 4. Sep. 2011          |
| 11 | Chinas letzter Job  | Goodbye China      | Gillies MacKinnon | Peter Flannery                      | 17. Aug. 2014         | 11. Sep. 2011         |

### Staffel 5 (2012)
| #  | Deutscher Titel   | Originaltitel           | Regisseur         | Autor          | Erstausstrahlung D/UK | Erstausstrahlung D/UK |
| -- | ----------------- | ----------------------- | ----------------- | -------------- | --------------------- | --------------------- |
| 12 | Blinder Hass      | Gently Northern Soul    | Gillies MacKinnon | David Kane     | 31. Aug. 2014         | 26. Aug. 2012         |
| 13 | Adel verpflichtet | Gently with Class       | Gillies MacKinnon | Peter Flannery | 24. Aug. 2014         | 2. Sep. 2012          |
| 14 | Entführt          | The Lost Child          | Nicholas Renton   | Peter Flannery | 7. Sep. 2014          | 9. Sep. 2012          |
| 15 | Todfreunde        | Gently in the Cathedral | Nicholas Renton   | Peter Flannery | 14. Sep. 2014         | 16. Sep. 2012         |

### Staffel 6 (2014)
| #  | Deutscher Titel | Originaltitel            | Regisseur       | Autor          | Erstausstrahlung D/UK | Erstausstrahlung D/UK |
| -- | --------------- | ------------------------ | --------------- | -------------- | --------------------- | --------------------- |
| 16 | –               | Gently Between the Lines | Nicholas Renton | Peter Flannery | –                     | 6. Feb. 2014          |
| 17 | –               | Blue for Bluebird        | Bill Anderson   | Peter Flannery | –                     | 13. Feb. 2014         |
| 18 | –               | Gently with Honour       | Tim Whitby      | Peter Flannery | –                     | 20. Feb. 2014         |
| 19 | –               | Gently Going Under       | Ben Bolt        | Peter Flannery | –                     | 27. Feb. 2014         |

### Staffel 7 (2015)
| #  | Deutscher Titel | Originaltitel         | Regisseur    | Autor                             | Erstausstrahlung D/UK | Erstausstrahlung D/UK |
| -- | --------------- | --------------------- | ------------ | --------------------------------- | --------------------- | --------------------- |
| 20 | –               | Gently with the Women | Roger Goldby | Peter Flannery                    | –                     | 29. Apr. 2015         |
| 21 | –               | Breathe the Air       | Roger Goldby | Peter Flannery                    | –                     | 6. Mai 2015           |
| 22 | –               | Gently Among Friends  | Tim Whitby   | Timothy Prager und Peter Flannery | –                     | 13. Mai 2015          |
| 23 | –               | Son of a Gun          | Tim Whitby   | Jim Keeble und Dudi Appleton      | –                     | 20. Mai 2015          |

### Staffel 8 (2017)
| #  | Deutscher Titel | Originaltitel          | Regisseur          | Autor          | Erstausstrahlung D/UK | Erstausstrahlung D/UK |
| -- | --------------- | ---------------------- | ------------------ | -------------- | --------------------- | --------------------- |
| 24 | –               | Gently Liberated       | Robert Del Maestro | Charlotte Wolf | –                     | 21. Mai 2017          |
| 25 | –               | Gently and the New Age | Bryn Higgins       | Robert Murphy  | –                     | 30. Okt. 2017         |

## Synchronisation
| Rolle                            | Schauspieler | Deutscher Synchronsprecher                                       |
| -------------------------------- | ------------ | ---------------------------------------------------------------- |
| George Gently, Inspector         | Martin Shaw  | Hans-Werner Bussinger (Staffel 1) Jürgen Kluckert (ab Staffel 2) |
| John Bacchus, Detective Sergeant | Lee Ingleby  | Gerrit Schmidt-Foß                                               |

## DVD
Bisher sind in Deutschland die ersten fünf Staffeln auf DVD erschienen.
Am 23. Januar 2025 erschien beim Pidax Film- und Hörspielverlag George Gently – Der Unbestechliche (Box 1) mit den ersten 15 Episoden (Staffel 1 bis 5) in deutscher Sprache synchronisierten Episoden der Reihe. Am 20. März 2025 ist das Erscheinen von George Gently – Der Unbestechliche (Box 2) mit den restlichen zehn Episoden (Staffel 6 bis 8) im englischen Original mit deutschen Untertiteln geplant.

## Trivia
Der Pilotfilm birgt die Besonderheit, dass sich Martin Shaw und Webster-Darsteller Philip Davis erneut wie in der ersten Episode der Serie Die Profis (Perfekter Plan mit kleinen Fehlern) als Gegner gegenüberstehen. Damals spielte Davis den jungen Billy Turner, der mit einer Handgranate bewaffnet eine Krankenschwester als Geisel nimmt.